# Christa Vahlensieck
Christa Vahlensieck, geborene Kofferschläger (bis 1974) (* 27. Mai 1949 in Düsseldorf) ist eine ehemalige deutsche Langstreckenläuferin und Pionierin des Marathonlaufs der Frauen.

## Leben
Am 28. Oktober 1973 in Waldniel gelang ihr als erster deutscher Frau ein Marathon unter drei Stunden (2:59:26 h; unter dem Namen Christa Kofferschläger). Einen weiteren deutschen Rekord stellte sie mit 2:53:00 h am 15. April 1974 beim Boston-Marathon auf. Beide Zeiten waren zugleich europäische Bestleistungen.
Im selben Jahr siegte sie beim Essen-Marathon in 2:42:38 h. Die Zeit wurde allerdings nicht als Weltrekord anerkannt, da sich die Strecke als um 745 Meter zu kurz herausstellte.
Am 3. Mai 1975 stellte sie dann in Dülmen mit 2:40:16 h einen Weltrekord auf. Im selben Jahr wurde sie die erste deutsche Marathonmeisterin beim Schwarzwald-Marathon in 2:45:43 h, eine Zeit, die noch heute als Streckenrekord Bestand hat. Am 10. September 1977 gelang ihr beim Berlin-Marathon mit 2:34:48 h ein weiterer Weltrekord.
Bei den Weltmeisterschaften 1983 in Helsinki belegte sie den 19. Platz (2:40:43 h).
Von 1973 bis 1989 gewann sie 21 Marathonläufe, darunter 1977 den Berlin-Marathon, fünfmal den Friedensmarathon Košice (1981, 1984, 1986–1988) und 1989 den Wiener Frühlingsmarathon.
Weitere Rekorde:
- Weltrekord im Stundenlauf: 16.872 Meter, 24. Mai 1975 in Bochum
- Weltrekord im 10.000-Meter-Lauf: 34:01,4 min, 20. August 1975 in Wolfsburg
- Weltrekord im 20.000-Meter-Lauf: 1:10:50,2 h, 25. Oktober 1975 in Essen
- Vier Weltrekorde im 25-km-Straßenlauf: 1:31:52 h, 23. März 1975 in Düren; 1:31:01, 13. September 1975 in Rheydt; 2. Mai 1976 in Ameln; 1:28:33 h, 22. November 1978 in Griesheim
- Deutscher Rekord im 100-km-Lauf: 7:50:37 h, 4. September 1976 in Unna

Sie wurde achtzehnmal Deutsche Meisterin der Bundesrepublik:
- im Marathonlauf 1975, 1976, 1977, 1978 und 1980
- im 25-Kilometer-Straßenlauf 1977, 1978, 1979 und 1980
- im 15-Kilometer-Straßenlauf 1988
- im Langstrecken-Crosslauf 1974 und 1978
- in der Mannschaftswertung des Crosslaufs 1968, 1970, 1971, 1972, 1974 und 1975

Christa Vahlensieck gehörte zunächst dem Sportverein Düsseldorfer SC 99 an und wechselte 1969 zum Barmer TV 1846 Wuppertal. In ihrer Wettkampfzeit wog sie 50 kg bei 1,60 m Körpergröße.

## Auszeichnungen
Vahlensieck wurde 2013 von German Road Races e. V. für ihr „läuferisches Lebenswerk“ mit dem erstmals vergebenen GRR-Award ausgezeichnet.